# Rafael Aura León
Rafael Aura León (Barcelona, 22 de diciembre de 1939 - 24 de junio de 1993), más conocido por el seudónimo con el que solía firmar sus obras (Auraleón), fue un historietista español. Alcanzó relevancia internacional por su trabajo para la editorial estadounidense Warren durante los años 70.

## Biografía
Artista autodidacta, su carrera como dibujante de tebeos comenzó tras abandonar su trabajo de oficinista. En 1959 conoció al editor Josep Toutain el cual le incluyó en la plantilla de la agencia Selecciones Ilustradas. Esta era una agencia española de sindicación que proporcionaba dibujantes para numerosas publicaciones, sobre todo británicas durante los años 50 y posteriormente norteamericanas.
Aura comenzó a publicar historietas del Oeste en revistas británicas; uno de sus primeros encargos fue Flash para la revista Space Ace en 1959, así como historias para la revista Lone Star. También dibujó con cierta continuidad Nosy Parker, que en España fue publicada por la editorial Novaro. Posteriormente dibujó también historias románticas y bélicas como las que realizó en 1961 y 1968 para Commando.
Comenzó a dibujar para el mercado americano en 1971 cuando los dibujantes de Selecciones Ilustradas comenzaron a asumir encargos para las revistas de la Warren Publishing. Eran historias de terror que se adaptaban muy bien a su estilo sombrío. Dibujó historias de guionistas americanos tales como Doug Moench, Gerry Boudreau, Bruce Jones o Steve Skeates. Con guiones de este último y para la revista Vampirella comenzó una serie Pantha sobre una mujer pantera en enero de 1974. Siguió trabajando para la Warren durante más de una década, creando más de 70 historias, hasta la quiebra de la compañía en 1983. 
Hacia finales de los años 70, coincidiendo con el llamado “boom del cómic adulto” comenzó a publicar también en revistas españolas, sobre todo del grupo Toutain, principalmente en la revista 1984. Estas eran historias cortas de ciencia ficción realizadas al principio en solitario y después en colaboración con el guionista Carlos Echevarria. Con éste realizó en 1984 la serie Viaje al Infierno para la edición española de Creepy.
Tras este último trabajo, en proceso de separación de su esposa y sumido en una depresión abandona definitivamente el dibujo. Según Le comentó a su amigo y colaborador Pedro Valera:

todas las épocas marcan un tiempo... ya no quiero dibujar más... mi cabeza tiene un límite y no está preparada para crear nuevas historias

Poco después, hacia 1993 se quitó la vida.

## Estilo
Según The Warren Companión, una crónica de la historia de la editorial Warren, el estilo de Auraleón evolucionó rápidamente desde principios de los años 60:

...hacia 1961, en la revista Commando, su estilo había mejorado, indicando una fuerte influencia de Joe Kubert. Volvió a Commando en 1968 y por entonces su estilo había madurado más allá hasta hacerse irreconocible. Estas historietas evidenciaban que Auraleón había estado estudiando la maestría de Breccia con el blanco y negro y su estilo tenía verdadero carácter y gancho (...) mientras muchos de sus compañeros se debatían con el estilo macabro los cementerios brumosos y los cuerpos descompuestos encajaron perfectamente con su estilo (...) cuando en 1974 asumió la creación de Pantha en Vampirella a su estilo se había sumado la influencia de Sergio Toppi, un maestro creador de figuras monumentales y casi abstractas, trazadas con un meticuloso estilo lineal (...) si antes había realizado sus figuras con una mezcla de negros sólidos y entramados en Pantha había evolucionado hacia una yuxtaposición de líneas y texturas deliciosamente rica (...) una crítica de su obra es el limitado abanico de expresiones de sus personajes (...) en Warren evolucionó hacia un estilo rico y maravillosamente único pero a costa de perder su calidez y humanidad iniciales

## Obra
En España
- 1968 Dossier Negro, Ibero Mundial de Ediciones, n.º 33, 49, 50, 51, 52, 53, 54, 55, 56, 57, 58, 59, 60, 61, 62, 63, 64, 65, 66, 67, 68, 69, 70, 71, 72, 73, 74, 75, 76, 78, 79, 80, 81, 82, 83, 84, 90, 111, 139, 142 y 145
- 1971 Vampus, Ibero Mundial de Ediciones, n.º Ext.2, Ext.3, Ext.4, 4, 12, 16, 17, 25, 26, 27, 29, 30, 31, 36, 38, 39, 40, 45, 46, 47, 48, 50, 52, 53, 54, 55, 56, 57, 58, 59, 60, 63, 68 y 71
- 1972 Comics, revista de historietas, Pined, n.º 1 y 8
- 1972 Cowboy, revista de historietas, Pined, n.º 4
- 1973 Rufus, Ibero Mundial de ediciones, n.º 1, Ext.1, 2, 3, 4, 5, 9, 26, 32, 33, 34, 35, 36, 37, 38, 39 y 56
- 1974 Vampirella, Garbo, n.º 1, 2, 3, 4, 5, 6, 7, 8, 9, 10, 12 y 19
- 1978 1984, Toutain Editor, n.º 56, 57 y 59
- 1979 Creepy, Toutain Editor, n.º Ext.1, 1, 2, 3, 4, Ext.5, 5, 6, 7, 8, 10, 16, 18, 19, 21, 22, 26, 43, 50, 51, 54, 55, 56, 57, 58, 60 y 62
- 1980 Comix Internacional, Toutain Editor, n.º 16
- 1980 Delta, Ediciones Delta, n.º 4 y 11

Publicaciones británicas
- 1959-1960 Flash the Fourfooted Deputy
- 1961, 1968 Commando, n.º 8, 51, 309 y 343
- 1961-1962 Lone Star, n.º Ext.9, Ext.10, 89
- 1963 Combat, n.º 84
- 1963 Conflict, n.º 115
- 1962-1963 Romance in Pictures, n.º 205 y 206
- 1968 Air Ace, n.º 374

Para la Warren
- 1971-1974, 1977-1982, 1985 Creepy, n.º 42, 49, 50, 51, 53, 56, 90, 100, 105, 110, 111, 112, 114, 125, 135, 136, 140, 141, 145
- 1972-73, 76-78, 80 Eerie, n.º 37, 39, 40, 45, 46, 74, 88, 92, 110

Series
- 1972 Vampi's Feary Tales (Vampirella, n.º 2-6, 8-18, 20)
- 1974-75 Pantha (Vampirella, n.º 30-33, 42, 44)
- 1981-1982 Cassandra st. Knight (Vampirella, n.º 93-98, 101-103)
- 1982 Sweetwater Nessie (Vampirella, n.º 106, 108)

Otros
- 1974 Vampiros, recopilación de historias de diversos autores, Editorial Paneuropea, ISBN 978-84-85114-09-2